# Martin Szentiváni
Martin Szentiváni (n. 20 octombrie 1633, Liptovský Ján, Regatul Ungariei – d. 29 martie 1708, Trnava, Trnavský kraj, Slovacia) a fost un scriitor, teolog și polimat iezuit maghiar. Lucrarea sa reprezentativă de 4000 de pagini, intitulată Miscellanea, cuprinde lucrări din toate domeniile științei.

## Biografie
Martin Szentiváni a intrat în Societatea lui Isus în 1653 și a fost profesor de Scriptură timp de cinci ani la Viena și Trnava, profesor de matematică și filosofie timp de nouă ani și profesor de drept canonic și teologie timp de șapte ani. Vreme de șapte ani a ocupat funcția de cancelar al Universității din Trnava și, în plus, a fost timp de nouă ani succesiv guvernator al Universității Pázmáneum din Viena și al Academiei din Trnava. A fost lector la Universitatea din Trnava în perioada 1668–1705.

## Opera

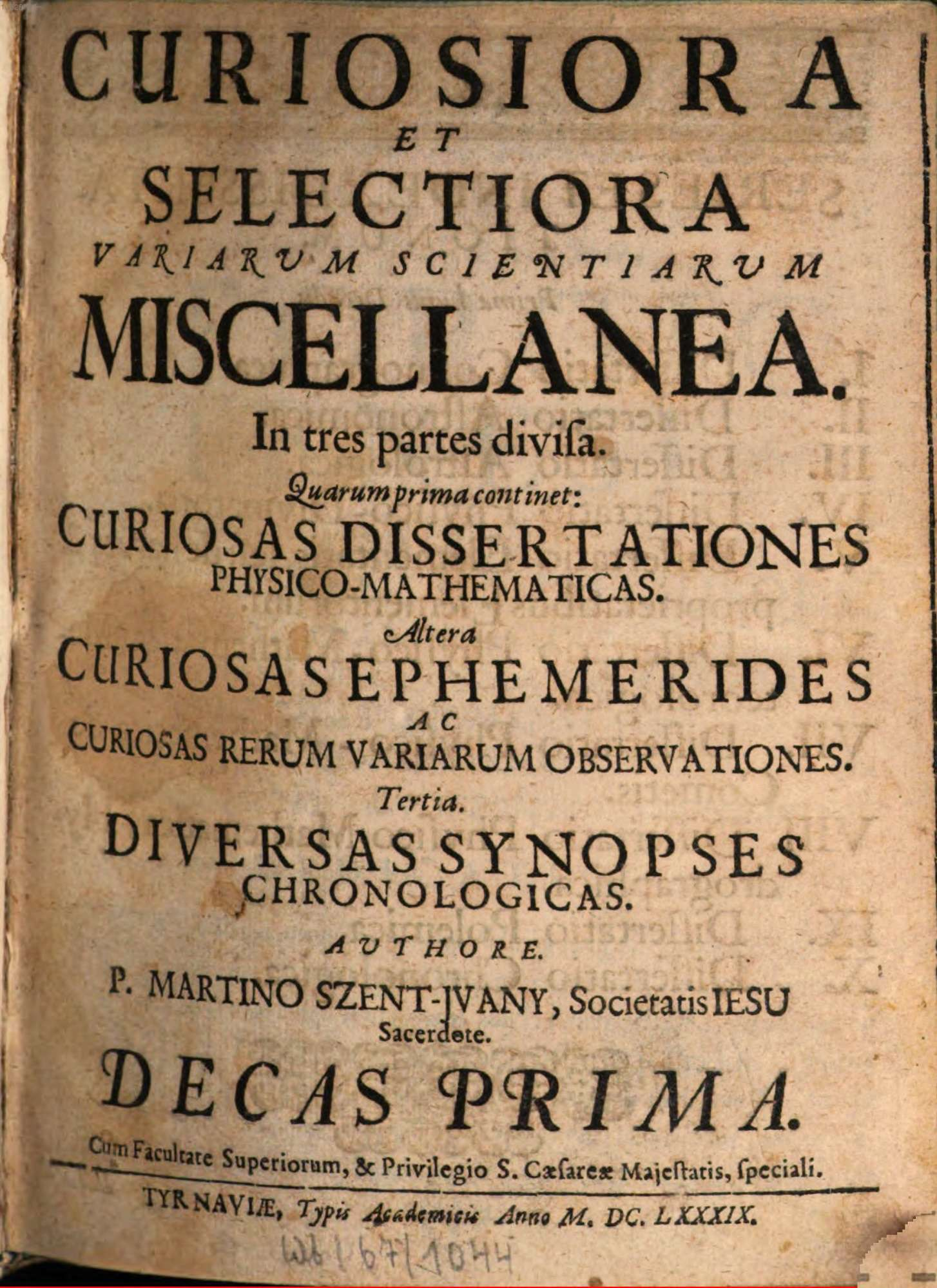
Curiosiora et selectiora variarum scientiarum miscellania (Thyrnau, 1689) - pagina de titlu

Numeroasele sale scrieri au apărut în limbile maghiară, latină, germană și slovacă, iar unele au fost traduse în franceză. Printre acestea se numără următoarele:
- Curiosiora et selectiora variarum scientiarum miscellanea in tres partes divisa (Tyrnau, 1689);
- Dissertations septem etc. (Thyrnau, 1689);
- Rectus modus interpretandi scripturam sacram (Thyrnau, 1696);
- Summarium chronologiæ Hungariæ (Thyrnau, 1697);
- Hungaria in immaculatum conceptionem b. Mariæ Virginis magnæ dominæ suæ credens et iuvans (Thyrnau, 1701);
- Doctrinae fidei christianæ (Louvain, 1708);
- Lutheranicum numquam et nusquam (Thyrnau, 1702);
- Relatio satatus futuro vitæ (Thyrnau, 1699);
- Dissertationes hæresiologico-polemicæ de hæresiarchis; hæresibus, et erroribus in fide dogmatibus, hoc sæculo nostro (Thyrnau, 1701);
- Solutiones catholicæ etc. (Thyrnau, 1701);
- Quinquaginta rationes et motiva cur in tanta varietate religionum et confessionum fidei in christianitate moderno tempore vigentium, sola religio Romano-catholica sit eligenda et omnibus aliis preferenda (Thyrnau, 1701; germană și maghiară, Thyrnau, 1702).